# بيل بوب
بيل بوب (بالإنجليزية: Bill Pope)‏ هو مصور سينمائي أمريكي، ولد في 19 يونيو 1952 في بولينغ غرين في الولايات المتحدة.

## وصلات خارجية
- بيل بوب على موقع IMDb (الإنجليزية)
- بيل بوب على موقع ألو سيني (الفرنسية)
- بيل بوب على موقع ميوزك برينز (الإنجليزية)
- بيل بوب على موقع أول موفي (الإنجليزية)
- بيل بوب على موقع بوكس أوفيس موجو (الإنجليزية)
- بيل بوب على موقع قاعدة بيانات الأفلام السويدية (السويدية)
- بيل بوب على موقع قاعدة بيانات الفيلم (الإنجليزية)
- بيل بوب على موقع كينوبويسك (الروسية)